# Morris Chang
Morris Chang, né le 10 juillet 1931, est un homme d'affaires taïwanais-américain qui a fait carrière aux États-Unis et à Taïwan.
Titulaire d'un master en génie mécanique du  Massachusetts Institute of Technology et d'un doctorat en génie électrique de l'université Stanford, il passe 25 ans chez Texas Instruments.
Il est le fondateur, ainsi que le PDG de Taiwan Semiconductor Manufacturing Company (TSMC), la première et la plus grande fonderie de silicium au monde. Il est connu comme le fondateur de l'industrie des semi-conducteurs à Taïwan. En octobre 2021, sa valeur nette était estimée à 2,8 milliards de dollars.